# Diproctacanthus
Diproctacanthus is een monotypisch geslacht van straalvinnige vissen uit de familie van lipvissen (Labridae). Het geslacht is voor het eerst wetenschappelijk beschreven in 1862 door Bleeker.

## Soort
- Diproctacanthus xanthurus (Bleeker, 1856)